# Paola Massidda
Paola Massidda (Carbonia, 29 agosto 1965) è una politica italiana, sindaca di Carbonia dal 20 giugno 2016 al 13 ottobre 2021.

## Biografia
Nata a Carbonia, Massidda si diploma nel 1984 con 45/60 al liceo classico Antonio Gramsci e si laurea in giurisprudenza presso l'Università degli Studi di Cagliari nel 1991, ottenendo l'iscrizione all'Albo professionale degli avvocati nel 1998.

### Sindaco di Carbonia
Avvicinatasi al Movimento 5 Stelle, in occasione delle elezioni amministrative del 2016, Massidda diventa la candidata ufficiale del movimento per la carica di sindaco di Carbonia. Arrivata seconda al primo turno, preceduta solo dal primo cittadino uscente Giuseppe Casti del Partito Democratico, Massidda riesce a capovolgere il risultato al ballottaggio, venendo eletta sindaca e strappando al centro-sinistra una roccaforte da 70 anni. È inoltre il primo sindaco donna della storia della città sulcitana. Nel 2021 ha scelto di non ricandidarsi alle elezioni comunali,  terminando il suo mandato dopo le votazioni del 10 e 11 ottobre dello stesso anno.